# Staetherinia dodona
Staetherinia dodona är en fjärilsart som beskrevs av Druce 1898. Staetherinia dodona ingår i släktet Staetherinia och familjen tofsspinnare. Inga underarter finns listade i Catalogue of Life.